# Gornja Mikuljana
Gornja Mikuljana (Servisch cyrillisch Горња Микуљана) is een plaats in de Servische gemeente Kuršumlija. De plaats telt 117 inwoners (2002).